# Hieracium arrosiforme
Hieracium arrosiforme es una especie de planta con flor del género Hieracium, de la familia Asteraceae, orden Asterales.

## Distribución
Hieracium arrosiforme se distribuye por Suecia.

## Taxonomía
Fue descrita científicamente por Dahlst. apud Johanss. & Sam. Fue publicada en Ark. Bot. 16(14): 32 (1921).